# Frauendorf (Kraiburg am Inn)
Frauendorf ist ein Gemeindeteil des Marktes Kraiburg am Inn im oberbayerischen Landkreis Mühldorf am Inn in Bayern sowie eine katholische Kuratie.

## Geographie
Frauendorf liegt in der Gemarkung Guttenburg, am östlichen Rand des Gemeindegebiets Kraiburg, an der Staatsstraße 2092. Durch den Ort läuft der Frauendorfer Bach, auch Gallenbach, welcher kurz nach der Ortschaft bei Heisting als südlicher Zufluss in den Inn mündet.

## Geschichte
Der Ortsname leitet sich von Frondorf ab, hier ansässig waren Fronleute des nahe gelegenen Schlosses Guttenburg, zu dessen Ruralgemeinde Frauendorf ab 1818 gehörte. Am 1. Januar 1972 wurde im Zuge der Gebietsreform in Bayern die Gemeinde Guttenburg in den Markt Kraiburg am Inn eingegliedert. Frauendorf war eine der Pfarrei Ensdorf zugehörige katholische Expositur. Sie gehört heute zum Pfarrverband Kraiburg-Flossing.

## Denkmäler
Die in Frauendorf gelegene katholische Kirche St. Michael wurde im 15. Jahrhundert gebaut. 1766 wurde sie im Rokoko-Stil ausgemalt. Die barocke Friedhofsmauer stammt aus dem 17. oder 18. Jahrhundert.
Zu den geschützten Denkmälern gehören auch die Anwesen Flossinger Straße 5 (ehemaliger Wirtschaftsteil des Gasthauses) und Flossinger Straße 10 (ehemalige Mühle).